# آرچی براون (بازیکن فوتبال)
آرچی براون (انگلیسی: Archie Brown؛ زادهٔ ۲۸ مهٔ ۲۰۰۲) بازیکن فوتبال است.